# Бойчук Тарас Миколайович
Тарас Миколайович Бойчу́к  (народився 17 березня 1966 в селі Луківці, тепер Лукавці Вижницького району Чернівецької області) — український вчений у галузі патологічної фізіології, доктор медичних наук (1999), професор (2002), ректор Київського медичного університету Української асоціації народної медицини (2007-2010 р.р.), ректор Буковинського державного медичного університету (2010-2021 р.р.), заслужений діяч науки і техніки України (2017), голова правління Асоціації випускників Буковинського державного медичного університету(2012). Академік АН ВШ України (з 2010).

## Освіта, наукові ступені і звання
У 1989 закінчив Чернівецький державний медичний інститут за спеціальністю «лікувальна справа».
Кандидат медичних наук з 1995. Доктор медичних наук з 1999, професор з 2002.

## Кар'єра
Після закінчення інституту пройшов шлях від старшого лаборанта до завідувача лабораторії гігієни води і санітарної охорони водойм науково-дослідного інституту медико-екологічних проблем МОЗ України.
Після захисту кандидатської дисертації (1994 р.) працював асистентом, згодом — доцентом кафедри медичної біології і генетики Буковинської державної медичної академії.
В 1999 захистив докторську дисертацію. В 2002 отримав вчене звання професора. З 2000 по 2003 працював деканом педіатричного і медичного факультетів Буковинської державної медичної академії.
У 2004—2007 працював у Міністерстві охорони здоров'я України на посаді заступника начальника відділу освіти і науки Департаменту кадрової політики, освіти і науки. З 2007 — ректор Київського медичного університету Української асоціації народної медицини, завідувач кафедри нормальної фізіології та медичної біології.
7 квітня 2010 наказом МОЗ призначений в. о. ректора Буковинського державного медичного університету.
12 листопада 2010 на Конференції трудового колективу БДМУ шляхом таємного голосування (98% голосів "за") обраний ректором Буковинського державного медичного університету. 2015 року повторно обраний ректором БДМУ шляхом таємного голосування (98,7% голосів "за").

## Наукові інтереси
Напрями наукових досліджень: патологічна фізіологія. Сфера наукових інтересів: патологічна фізіологія водно-сольового обміну, хронобіологія, лазерна поляриметрія біологічних об'єктів.
Автор більше 500 наукових праць, в тому числі  6 підручників, 30 навчальних посібників, 36 монографій, понад 60 патентів.
Підготував п'ятьох кандидатів наук, трьох докторів наук.
Є головним редактором науково-практичних журналів «Клінічна та експериментальна патологія», «Буковинський медичний вісник» [Архівовано 16 січня 2013 у Wayback Machine.], «Неонатологія, хірургія та перинатальна медицина» [Архівовано 18 листопада 2012 у Wayback Machine.].
Член редакційної колегії науково-практичного журналу «Медична освіта».

## Відзнаки
Нагороджений:
- Почесними грамотами Міністерства охорони здоров'я України (2000, 2005, 2007, 2016),
- Подякою Кабінету Міністрів України (2004),
- Почесною грамотою Міністерства освіти і науки України (2009),
- Грамотами Чернівецької міської ради,
- Лауреат премій: імені Ю. Федьковича Чернівецької міської ради, імені Б. Л. Радзіховського (2011), імені Омеляна Поповича (2011),
- Почесною грамотою Верховної Ради України (2016),
- Почесною відзнакою Чернівецької обласної ради "За заслуги перед Буковиною" (2016)
- Заслужений діяч науки і техніки України (2017)

## Родина
Одружений. Дружина — Ірина, син — Ігор.